# Harry Svensson
Harry Waldemar Svensson, född 3 september 1924 i Götlunda socken, Skaraborgs län, död 16 mars 2006 i Töreboda, var en svensk målare, grafiker, skulptör och möbelarkitekt.
Han var son till textilarbetaren Sven Otto Svensson och Gerda Johansson och från 1949 gift med Anna-Stina Stenvall.  Svensson studerade först genom korrespondensstudier och utbildade sig därefter till möbelarkitekt samt inredningsarkitekt 1945–1949 och arbetade därefter under några år som möbelarkitekt. Han lämnade sin anställning 1954 för att på heltid kunna arbeta som bildkonstnär. Han studerade konst vid Gerlesborgsskolan i Bohuslän och för Erik Wörts i Köpenhamn 1957–1958 samt genom självstudier under resor till bland annat Norge, Danmark och Spanien. Hans bästa resultat nådde han som tecknare och grafiker där hans mjuka linjer nästan fick en målerisk svärta. Separat ställde han ut ett flertal gånger i Mariestad samt i Sävsjö, Bengtsfors, Göteborg, Laxå, Örebro, Västervik och flera gånger i sin sommarateljé i Väring. Tillsammans med Tore Lundborg ställde han ut 1957 och tillsammans med Fritz Rosén 1962 i Mariestad. Han medverkade i samlingsutställningar med Borås och Sjuhäradsbygdens konstförening. Han utgav 1956 en Mariestadsmapp med fem träsnitt med motiv från Mariestad. Bland hans offentliga arbeten märks ett par polykroma träreliefer för Svensbyns skola i Sillerud och Moholms centralskola, för Utby kyrka utförde han 1964 en polykrom altartavla och 1965 en snarlik altartavla till Forsbacka nya kyrka, för Otterbäckens kyrka utförde han direkt i korväggen den skurna lågreliefen Mänsklighetens vandring mot ljuset 1965 och i Mariestad väggmålningen Vår. Hans motivval består av föreställande objekt som figurer, ansikten och mytologiska motiv. Svensson är representerad i Kumla kommun och Laxå kommun.